# 16 Librae
16 Librae (16 Lib / HD 132052 / HR 5570) es una estrella situada en la constelación de Libra. Su magnitud aparente es +4,48 y se encuentra a 91 años luz del sistema solar.
16 Librae es una estrella blanco-amarilla de la secuencia principal de tipo espectral F0V cuya temperatura superficial es de 6964 K.
Brilla con una luminosidad 11 veces superior a la luminosidad solar.
Su diámetro angular —0,692 milisegundos de arco— permite evaluar su diámetro real, siendo éste el doble del diámetro solar.
Gira sobre sí misma con una velocidad de rotación de al menos 113,3 km/s, completando una vuelta en menos de 1,03 días.
Las estrellas de la secuencia principal de menor masa y temperatura giran sobre sí mismas lentamente —la velocidad de rotación del Sol es de 2 km/s—, mientras que dicha velocidad aumenta con la masa (véase rotación estelar). La división entre ambos tipos de rotores es relativamente brusca, estando dicho punto de inflexión situado en la mitad de la clase F.
Asimismo, 16 Librae evidencia una metalicidad —abundancia relativa de elementos más pesados que el helio— muy parecida a la solar ([Fe/H] = -0,01).
Es un 66 % más masiva que el Sol y posee una edad aproximada de 1200 millones de años.